# Овезов, Бояр
Боя́р Ове́зов (1901 — 28 июня 1968) — работник советского сельского хозяйства, хлопкороб, председатель колхоза в Туркменской ССР, дважды Герой Социалистического Труда (1948, 1957), лишённый всех званий и наград в 1964 году.

## Биография
Родился в 1901 году на территории Хивинского ханства (в советское время — аул № 9 Куня-Ургенчского района Ташаузской области, ныне — Дашогузский велаят, Туркмения) в семье крестьянина. По национальности туркмен.
Работал в колхозе «8 марта» в Куня-Ургенчском районе Ташаузской области Туркменской ССР, специализировавшемся на хлопководстве, в 1934 году стал его председателем. В 1944 году Овезов вступил в ВКП(б).
В 1947 году колхоз Овезова получил высокий урожай хлопка: 98,97 центнера с гектара на площади в 10 гектаров.
Указом Президиума Верховного Совета СССР от 5 апреля 1948 года за «получение высоких урожаев хлопка» Бояр Овезов был удостоен высокого звания Героя Социалистического Труда с вручением ордена Ленина и золотой медали «Серп и Молот».
Продолжал успешно руководить колхозом. Указом Президиума Верховного Совета СССР от 14 февраля 1957 года за «выдающиеся успехи в деле получения высоких и устойчивых урожаев хлопка-сырца, широкое применение достижений науки и передового опыта в возделывании хлопчатника и умелое руководство колхозным производством» Бояр Овезов был награждён второй золотой медалью «Серп и Молот». В ознаменование трудовых подвигов дважды Героя Социалистического Труда Б. Овезова на его родине был сооружён бронзовый бюст.
Бояр Овезов руководил своим колхозом около 30 лет, избирался депутатом Верховного Совета Туркменской ССР 2—4-го созывов. В 1960 году, войдя в преступную связь с главбухом колхоза, кассиром и бригадиром строительной бригады, составив поддельные ведомости на выдачу авансов работникам колхоза, украл 165 438 рублей в «новом масштабе цен». Помимо этого выяснилось, что Овезов занимался хищениями строительных материалов, раздачей поливных земель, в том числе и не членам колхоза, раздачей племенных лошадей. В середине 1964 года ЦК Компартии Туркмении возбудил ходатайство перед Верховным Советом СССР о лишении Овезова высоких наград.
Указом Президиума Верховного Совета СССР от 15 июня 1964 года за «обман государства, грубое нарушение социалистической законности и расхищение колхозных средств» Бояр Овезов был лишён всех званий и наград, среди которых были два ордена Ленина, два ордена Трудового Красного Знамени, орден Красной Звезды.
Скончался 28 июня 1968 года.